# Lijst van Ossenaren
Dit is een chronologische lijst van Ossenaren. Het gaat om personen die in de Nederlandse plaats Oss zijn geboren.

## Geboren
- Cornelis Rudolphus Hermans (1805-1869), historicus, letterkundige en archeoloog
- Samuel van den Bergh (1864-1941), ondernemer
- Anton Jurgens (1867-1945), ondernemer en politicus (RKSP)
- Arnold van den Bergh (1886-1950), notaris
- Jacques de Kadt (1897-1988), politicus en publicist
- Trees Keultjes (1926-2022), politieagente
- Ton van Trier (1926-1983), hoogleraar elektrotechniek en politicus (CDA)
- Gerard Thoolen (1943-1996), toneel- en filmacteur
- Toni Boumans (1944), journaliste, documentairemaakster en auteur
- Frans Heesen (1946-2025), ondernemer
- Hijn Bijnen (1948-2021), activist en fotograaf
- Harry de Winter (1949-2023), televisieproducent en programmamaker
- Jan Marijnissen (1952), politicus (SP)
- Wim van de Camp (1953), politicus (CDA)
- Wiljan van den Akker (1954), hoogleraar en universiteitsbestuurder
- Lex van de Haterd (1954), neerlandicus en publicist
- Lia Roefs (1955), politicus (PvdA)
- Marloes van den Heuvel (1956), actrice
- Margot Homan (1956), beeldhouwer
- Cor Euser (1957), coureur
- Malou van Hintum (1961), journaliste
- Jules Kortenhorst (1961), politicus (CDA)
- Geert van de Camp (1962), beeldhouwer
- Gert-Jan Theunisse (1963), wielrenner
- C.C.Catch (1964), zangeres
- Lot Vekemans (1965) toneelschrijver
- John van den Berk (1967), motorcrosser
- Marc van Hintum (1967), profvoetballer en ex-international
- Anne-Marie Mineur (1967), politica
- Marc Lammers (1969), hockeyspeler en coach
- Lucien de Louw (1969), wielrenner
- Remco Pardoel (1969), vechtsporter
- Michel van der Aa (1970), componist
- Serge van Duijnhoven (1970), schrijver, dichter en historicus
- Bas van de Goor (1971), volleyballer
- Raymond Beerens (1972), voetballer
- Edwin Berg (1972), jazzpianist
- Michiel Servaes (1972), politicus
- Mike van de Goor (1973), volleyballer
- René Peters (1975), politicus
- Chris Berens (1976), kunstschilder
- Ruud van Nistelrooij (1976), profvoetballer
- Arie Vos (1976), motorcoureur
- Albert Kraus (1980), kickbokser
- Jorrit Ruijs (1980), acteur
- Bas Verwijlen (1983), schermer
- Robert Bouten (1984), kanovaarder
- Loek van Mil (1984-2019), honkballer
- Lilian Marijnissen (1985), politica (SP)
- Bart van Hintum (1987), voetballer
- Alexander Klöpping (1987), columnist en internetjournalist
- Jeffrey Heesen (1990), zanger
- Gino Vos (1990), darter
- Furkan Alakmak (1991), voetballer
- Rick van der Ven (1991), handboogschutter
- Richard van der Venne (1992), voetballer
- Luuk Koopmans (1993), voetballer
- Amber Kraak (1994), wielrenster en ex-roeister
- Ragnar Oratmangoen (1998), voetballer
- Mitchell van Bergen (1999), voetballer
- Maikel Verberk (1999), darter